# کاستخون د والدخاسا
کاستخون د والدخاسا (به اسپانیایی: Castejón de Valdejasa) یک دهستان در اسپانیا است که در استان ساراگوسا واقع شده‌است. کاستخون د والدخاسا ۱۱۰ کیلومتر مربع مساحت و ۳۱۵ نفر جمعیت دارد و ۵۲۱ متر بالاتر از سطح دریا واقع شده‌است.